# Geografski vestnik
Geografski vestnik je najstarejša publikacija slovenskih geografov. Letno izideta dve številki knjižnega formata. Objavlja izvirne znanstvene članke ter poročila in obvestila. 
Prva številka je izšla leta 1925 s slovenskim podnaslovom »časopis za geografijo in sorodne vede« ter francoskim »Bulletin de la socete de geographie de Ljubljana (Royaume de Serbes, Croats et Slovenes)«. Uredili so jo Valter Bohinec, Roman Savnik in Ivo Rubić. Prispevki pa so v slovenskem, francoskem in hrvaškem jeziku. 
Publikacijo izdaja Zveza geografov Slovenije. 